# Исламизам и исламски тероризам на Балкану
Повећан је број инцидената који укључују наводни радикални исламизам на Балкану од 1990-их.

## Босна и Херцеговина
- 1997. Аутобомбашки напад у Мостару, у организацији Ахмеда Зухаира (Абу Хандала), [2] саудијског муџахедина који се борио у Босни. [3] Хандала је касније ухапшен и заточен 2007. у Гвантанаму.
- Дана 19. октобра 2005. године босански Швеђанин Мирсад Бекташевић ухапшен је током полицијске рације у Сарајеву, заједно са данским држављанином. Пронађено је: ручно направљен каиш за самоубице са 18 kg (40 lb) фабрички направљеног експлозив, уређаји за мерење времена, детонатори и Хи-8 видео трака са снимцима који показују како се прави бомба домаће израде.[4] Пронађен је снимак (који ће бити објављен након планираних напада) двојице ухапшених, у скијашким маскама, окружени експлозивом и оружјем, у којем кажу да ће напасти локације у Европи да би казнили народе снагама у Авганистану и Ираку.[5] Они су осумњичени за планирање самоубилачког напада на западну амбасаду у Сарајеву.[6]
- 27. јун 2010. терористички напад на полицијску станицу Бугојно, у којем су ИЕД експлодирале уз зидове страже, убивши једног, једног тешко ранивши, а неколико полицајаца ранивши. Починилац Харис Чаушевић, Бошњак, осуђен је на 35 година затвора. Он је изјавио да се не каје.[7][8]
- Мевлид Јашаревић, 23-годишњи Бошњак, рођен у Србији, пуцао је на америчку амбасаду у Сарајеву 28. октобра 2011. године, при чему је један локални полицајац који је чувао амбасаду рањен у руку, док је стријелац ранио полицијски снајпериста.[9] Дана 24. априла 2012. федерална велика порота у ДЦ је подигла оптужницу против Јашаревића за покушај убиства и друге прекршаје у вези са нападом на амбасаду.[10] Босански суд га је 6. децембра 2012. осудио на 18 година затвора.
- Хусеин Боснић "Билал", босански муслимански свештеник и незванични вођа селафистичког покрета у Босни, ухапшен је у септембру 2014. и тренутно му се суди за регрутовање бораца ИСИС-а.[11] У својим разним хутбама, такође је заговарао „победу ислама“, промовишући рат и крвопролиће. Штавише, 2012. године позвао је друге муслимане да се придруже џихаду и да бране ислам, због чега је накратко ухапшен и убрзо пуштен.[12]
- Операција Рубен [ <span title="The material near this tag is possibly inaccurate or nonfactual. (February 2019)">сумњиво</span> ]

## Бугарска
Насеље Изток у Пазарџику, насељено муслиманима (Ромима), укључује исламистичку заједницу на чијем је челу нелиценцирани имам Ахмед Муса.

## Косово
Косово има углавном секуларно муслиманско становништво, што је део културног остатка из отоманског доба.  Традиционални ислам на Косову је ханефијска школа, описана као „либерална“ и „умерена“. 
Исламистичке добровољце у Ослободилачкој војсци Косова из западне Европе, етничких Албанаца, Турака и северноафричког порекла, регрутовали су исламистички лидери у западној Европи, савезници Бин Ладена и Завахирија. Око 175 јеменских муџахедина је стигло почетком маја 1998. године. Било је и десетак саудијских и египатских муџахедина.
Од Косовског рата, дошло је до све веће радикализације ислама на Косову.   Вехабизам, који је доминантан у Саудијској Арабији, стекао је упориште на Косову кроз саудијску дипломатију.  Саудијским новцем су плаћене нове џамије, док су имами образовани у Саудијској Арабији стигли од краја рата 1999. године.  Током администрације УН-а, организације Саудијске Арабије су настојале да успоставе културно упориште на Косову.  Саудијске организације су током администрације УН основале 98 вехабистичких школа. 
Косовска полиција ухапсила је око 40 осумњичених исламистичких милитаната 11. августа 2014. За њих се сумњало да су се борили са исламистичким побуњеничким групама у Сирији и Ираку.
До априла 2015. године укупно 232 косовска Албанца отишла су у Сирију да се боре против исламистичких група, најчешће Исламске државе. Према извештајима косовске полиције, њих 40 је из града Србица (Скендерај). Од септембра 2014. године, укупно 48 етничких Албанаца је убијено у борбама у Сирији. Број бораца са Косова је најмање 232, а процењује се на више од 300 (од 11. фебруара 2016. године).
Студија УНДП-а из 2017. показује да је исламски екстремизам на Косову порастао.

## Хрватска
Бомбашки напад на Ријеку 1995. године догодио се 20. октобра 1995. у Ријеци, Хрватска, када је исламска терористичка организација покушала да уништи полицијску станицу тако што је аутомобилом са бомбом прошла кроз зид зграде. Повређено је 27 запослених у полицијској станици и два случајна пролазника на улици, иако је једини убијени нападач.
Посљедњих дана рата у Босни, Хрватско вијеће обране (ХВО), војна снага босанских Хрвата, заробила је Тал'ат Фу'ад Касима када је покушао да уђе у Босну и Херцеговину. Касим, важан члан ал-Гама'а ал-Исламиииа, убрзо је пребачен у Египат уз активну помоћ Хрватске. Због тога и због тога што је Хрватска де факто контролисала Хрватско вијеће одбране, војну организацију која је заробила Тал'ат Фу'ад Касима, донесена је одлука да се изврши терористички напад у Хрватској.
Уз помоћ ЦИА-е, званичници су прегледали видео снимак напада. Амерички и хрватски истражни извори дошли су до закључка да је овај напад организовао Хасан ал-Шариф Махмуд Саад. Саад је тек те године дошао да живи у Босни; раније је живео у Италији. Убрзо након напада, босански званичници су открили да Саад планира нови терористички напад на НАТО снаге, који је требало да се догоди у децембру 1995. године. Неколико дана након што је тај напад пропао, погинуо је у средњој Босни у обрачуну са снагама Хрватског вијећа обране.

## Групе
Групе етничких Албанаца ухапсила је полиција у новембру 2016. на Косову, у Албанији и Македонији због планирања терористичких напада. Координирали су их командантиЛавдрим Мухаџери и Ридван Хаћифи, обојица косовски Албанци, и планирали су нападе на међународне и државне институције, у крајњој линији са намером да се успостави Исламска држава. Планирали су да нападну фудбалску репрезентацију Израела током утакмице у Албанији, а потенцијално и институције косовске владе и објекте Српске православне цркве. Групу етничких Албанаца, имиграната рођених на Косову, у Италији, ухапсила је италијанска полиција у Венецији 30. марта 2017. године због планирања дизања у ваздух моста Риалто.

## Значајни људи
- Шукри Алију, македонски албански имам, регрут ИСИС-а
- Билал Боснић (р. 1972), босански селефијски вођа, терористички организатор
- Харис Чаушевић, босански исламиста, терориста (напад на Бугојно 2012. године)
- Алмир Даци, албански командант ИСИС-а и регрут [32]
- Ридван Хаћифи (1990–2017), косовски Албанац, командант ИСИС-а
- Мевлид Јашаревић, босански вехабиста, терориста (напад у Сарајеву 2011. године)
- Лавдрим Мухаџери (1989–2017), косовски Албанац, командант ИСИС-а
- Кујтим Фејзулаи (2000–2020), македонски албански терориста (напад у Бечу 2020. године)